# Michaël Chrétien Basser
Michaël Chrétien Basser (Nancy, 10 de junho de 1984) é um futebolista profissional marroquino que atua como defensor.

## Carreira
Michaël Chrétien fez parte do elenco da Seleção Marroquina de Futebol na Campeonato Africano das Nações de 2012.